# Терра Мариана
Те́рра Мариа́на (лат. Terra Mariana — «Земля девы Марии»; в смысловом переводе — «Удел Богородицы», то есть территория, находящаяся под особым покровительством Матери Божьей) — официальное название средневековой Ливонии.
2 февраля 1207 года эта территория была объявлена княжеством в составе Священной Римской империи, а в 1215 году папа Иннокентий III провозгласил эти земли владением Святого Престола.
Папским легатом Гильомом Моденским Терра Мариана была разделена на 6 феодальных владений: Рижское архиепископство, Курляндское епископство, Дерптское епископство, Эзель-Викское епископство, территорию под управлением Ливонского ордена, и Dominum directum датского короля — Эстонское герцогство.
В 1227 году Орден меченосцев завоевал все датские владения в Северной Эстонии. После битвы при Сауле оставшиеся в живых члены Ордена меченосцев вошли в состав обосновавшегося в Пруссии Тевтонского ордена, и стали известны как Ливонский орден. 7 июня 1238 года, в соответствии с договором в Стенсби, тевтонские рыцари вернули Эстонское герцогство королю Дании Вальдемару II. В 1346 году после крестьянской войны 1343—1345 годов эта территория была продана обратно Ордену, и стала частью Орденского государства.
Всё время существования средневековой Ливонии там шла постоянная борьба за власть между Церковью, Орденом, светскими немецкими феодалами и жителями ганзейских городов Рига и Ревель.
После поражения в Грюнвальской битве в 1410 году Тевтонский орден и его Орденское государство фактически были уничтожены, однако его Ливонское ландмайстерство, известное как Ливонский орден, продолжало сохранять независимое существование.
Аналогом Грюнвальдской битвы для Ливонского ордена стало поражение в битве под Вилькомиром 1 сентября 1435 года. 4 декабря 1435 года Ливонским орденом, епископом Ливонии, вассалами и представителями городов было подписано соглашение о создании Ливонской конфедерации.
В 1561 году в результате Ливонской войны Терра Мариана прекратила своё существование. Её северная часть отошла Швеции, и там было образовано Эстляндское герцогство, а южная часть вошла в состав Великого княжества Литовского (впоследствии — Речи Посполитой), разделившись на Задвинское герцогство и герцогство Курляндское и Семигальское. Остров Сааремаа стал частью Дании.

## Ливонский крестовый поход
К концу XII века восточные берега Балтийского моря оставались последним нехристианизированным уголком Европы. В 1193 году папа Целестин III объявил крестовый поход против прибалтийских язычников. В начале XIII века крестоносцы с Готланда и из северных частей Священной Римской империи покорили земли вдоль рек Западная Двина и Гауя. В 1201 году было основано укрепление Рига, в 1202 году образован Орден меченосцев (как ветвь ордена Тамплиеров). В 1218 году папа Гонорий III дал датскому королю Вальдемару II позволение захватить столько земли в Эстонии, сколько он сможет завоевать. После успешного завершения крестового похода территории, захваченные немцами и датчанами, были разделены папским легатом Гильомом Моденским на 6 феодальных владений.

## Основание государства
Раздел земель Гильомом Моденским в 1228 году был результатом компромисса между Римско-католической церковью и Орденом меченосцев (и та, и другая сторона состояла в основном из немцев). Фактически с 1237 года землями Терра Мариана управляли рыцари-меченосцы (впоследствии — Ливонский орден). В середине XIV века, после покупки Эстонского герцогства у Кристофера II, под властью Ливонского ордена было около 67 000 км² земель, а под властью Церкви — около 41 000 км². Орденские земли делились примерно на 40 районов, управляемых фогтами. Крупнейшим из церковных владений было Рижское архиепископство (18 000 км²), за ним шло Курляндское епископство (4 500 км²), потом Дерптское епископство и Эзель-Викское епископство. Номинальным главой Терра Мариана и города Рига был рижский архиепископ как высшее духовное лицо.
В 1240 году Вальдемар II создал в Эстонском герцогстве Ревельское епископство, сохранив (в противоречии с обычным порядком) право назначать епископа в Ревеле за собой и наследующими ему датскими королями. Это право датских королей на назначение ревельских епископов было даже записано в договор о продаже Эстонского герцогства Тевтонскому ордену в 1346 году.

## Гражданские войны в Ливонии
В средневековой Ливонии шла постоянная борьба за власть между Церковью, Орденом, светскими феодалами немецкого происхождения и жителями ганзейского города Рига. Крупные гражданские войны имели место в 1296—1330 годах и 1313—1330 годах, кроме того, в 1343—1345 годах в Эстонии произошло крупное восстание, приведшее к переходу датского Эстонского герцогства в состав государства Тевтонского ордена.
С формальной точки зрения архиепископ Риги являлся как светским, так и духовным сюзереном. Однако доминирующей политической силой он не являлся, орденские рыцари пытались объединить страну под собственной властью.
Самым важным союзником Ливонского ордена были феодалы немецкого происхождения в датском Эстонском герцогстве. В начале XIV века Дания ослабла, и немецкие феодалы приобрели власть на местах. После того, как в 1343 году восстали эсты, Тевтонский орден оккупировал Эстонское герцогство. Падение датской власти произошло через два дня после того, как Орден подавил эстонское восстание: при помощи прогермански настроенных датских вассалов датский вице-король был схвачен и брошен в темницу. 16 мая 1343 года немцы передали Ордену замки в Ревеле и Везенберге, а в 1345 году — замок в Нарве. В 1346 году эстонские территории были проданы датским королём Тевтонскому ордену за 19 000 кёльнских марок. Передача власти от Дании Тевтонскому ордену произошла 1 ноября 1346 года.

## Ливонская конфедерация
После поражения Тевтонского ордена в Грюнвальской битве 1410 года Ливонский орден стал существовать независимо, так как он в сражении не участвовал и потерь не понёс. В 1418 году папа Мартин V назначил рижским архиепископом Иоганна Амбунди, который и стал создателем Ливонской конфедерации.
Для разрешения постоянных конфликтов между Орденом, епископами и мощными ганзейскими городами по инициативе архиепископа Амбунди в 1419 году в Валке был созван ландтаг, сформированный из представителей Ливонского ордена, епископств, их вассалов и ганзейских городов.
Поражение в битве под Вилькомиром 1 сентября 1435 года, унёсшее жизни магистра и ряда рыцарей высшего ранга, заставило Ливонский орден задуматься о сближении с соседями. 4 декабря 1435 года в Валке архиепископом рижским, епископами курляндским, дерптским, эзель-викским и ревельским, а также представителями Ливонского ордена, его вассалами и представителями городских властей Риги, Ревеля и Дерпта было подписано соглашение о создании Ливонской конфедерации (eiine fruntliche eyntracht).
Государства, вошедшие в Ливонскую конфедерацию, прекратили своё существование во время Ливонской войны (1558—1582). В 1559 году епископ эзель-викский продал свои земли датскому королю Фредерику II за 30 000 талеров. Датский король передал эту территорию своему младшему брату Магнусу, высадившемуся с армией на Сааремаа в 1560 году.
В 1561 году шведская армия высадилась в Ревеле и взяла под контроль северную часть средневековой Ливонии. Ливонский орден был распущен в 1561 году согласно Виленской унии. На следующий год Ливонский ландтаг принял решение просить защиты у Сигизмунда II, короля польского и великого князя литовского. По окончании правления последнего архиепископа — Вильгельма Бранденбургского — Рига стала имперским городом. Остальные территории были разделены между герцогством Курляндским и Семигальским и Задвинским герцогством.